# Grand Prix Bahrajnu 2022
Grand Prix Bahrajnu 2022, oficjalnie Formula 1 Gulf Air Bahrain Grand Prix 2022 – pierwsza runda Mistrzostw Świata Formuły 1 w sezonie 2022. Grand Prix odbyło się w dniach 18–20 marca 2022 na torze Bahrain International Circuit w Sakhir. Wyścig wygrał po starcie z pole position Charles Leclerc (Ferrari), a na podium kolejno stanęli Carlos Sainz Jr. (Ferrari) oraz Lewis Hamilton (Mercedes).

## Lista startowa
| Nr          | Kierowca         | Zespół                                         | Samochód                          | Silnik                      | Opony |
| ----------- | ---------------- | ---------------------------------------------- | --------------------------------- | --------------------------- | ----- |
| 1           | Max Verstappen   | Oracle Red Bull Racing                         | Red Bull RB18                     | Red Bull RBPTH001 1,6 V6T   | P     |
| 3           | Daniel Ricciardo | McLaren F1 Team                                | McLaren MCL36                     | Mercedes-AMG F1 M13 1,6 V6T | P     |
| 4           | Lando Norris     | McLaren F1 Team                                | McLaren MCL36                     | Mercedes-AMG F1 M13 1,6 V6T | P     |
| 6           | Nicholas Latifi  | Williams Racing                                | Williams FW44                     | Mercedes-AMG F1 M13 1,6 V6T | P     |
| 10          | Pierre Gasly     | Scuderia AlphaTauri                            | AlphaTauri AT03                   | Red Bull RBPTH001 1,6 V6T   | P     |
| 11          | Sergio Pérez     | Oracle Red Bull Racing                         | Red Bull RB18                     | Red Bull RBPTH001 1,6 V6T   | P     |
| 14          | Fernando Alonso  | BWT Alpine F1 Team                             | Alpine A522                       | Renault E-Tech RE22 1,6 V6T | P     |
| 16          | Charles Leclerc  | Scuderia Ferrari                               | Ferrari F1-75                     | Ferrari 066/7 1,6 V6T       | P     |
| 18          | Lance Stroll     | Aston Martin Aramco Cognizant Formula One Team | Aston Martin AMR22                | Mercedes-AMG F1 M13 1,6 V6T | P     |
| 20          | Kevin Magnussen  | Haas F1 Team                                   | Haas VF-22                        | Ferrari 066/7 1,6 V6T       | P     |
| 22          | Yūki Tsunoda     | Scuderia AlphaTauri                            | AlphaTauri AT03                   | Red Bull RBPTH001 1,6 V6T   | P     |
| 23          | Alexander Albon  | Williams Racing                                | Williams FW44                     | Mercedes-AMG F1 M13 1,6 V6T | P     |
| 24          | Zhou Guanyu      | Alfa Romeo F1 Team ORLEN                       | Alfa Romeo C42                    | Ferrari 066/7 1,6 V6T       | P     |
| 27          | Nico Hülkenberg  | Aston Martin Aramco Cognizant Formula One Team | Aston Martin AMR22                | Mercedes-AMG F1 M13 1,6 V6T | P     |
| 31          | Esteban Ocon     | BWT Alpine F1 Team                             | Alpine A522                       | Renault E-Tech RE22 1,6 V6T | P     |
| 44          | Lewis Hamilton   | Mercedes-AMG Petronas Formula One Team         | Mercedes-AMG F1 W13 E Performance | Mercedes-AMG F1 M13 1,6 V6T | P     |
| 47          | Mick Schumacher  | Haas F1 Team                                   | Haas VF-22                        | Ferrari 066/7 1,6 V6T       | P     |
| 55          | Carlos Sainz Jr. | Scuderia Ferrari                               | Ferrari F1-75                     | Ferrari 066/7 1,6 V6T       | P     |
| 63          | George Russell   | Mercedes-AMG Petronas Formula One Team         | Mercedes-AMG F1 W13 E Performance | Mercedes-AMG F1 M13 1,6 V6T | P     |
| 77          | Valtteri Bottas  | Alfa Romeo F1 Team ORLEN                       | Alfa Romeo C42                    | Ferrari 066/7 1,6 V6T       | P     |
| Źródło: FIA |                  |                                                |                                   |                             |       |

## Wyniki

### Zwycięzcy sesji treningowych
| Sesja       | Nr | Kierowca       | Konstruktor | Czas     | Okr. |
| ----------- | -- | -------------- | ----------- | -------- | ---- |
| 1           | 10 | Pierre Gasly   | AlphaTauri  | 1:34,193 | 23   |
| 2           | 1  | Max Verstappen | Red Bull    | 1:31,936 | 20   |
| 3           | 1  | Max Verstappen | Red Bull    | 1:32,544 | 15   |
| Źródło: FIA |    |                |             |          |      |

### Kwalifikacje
| P                    | Nr | Kierowca         | Konstruktor                  | Czasy w kwalifikacjach | Czasy w kwalifikacjach | Czasy w kwalifikacjach | Poz. s. |
| P                    | Nr | Kierowca         | Konstruktor                  | Q1                     | Q2                     | Q3                     | Poz. s. |
| -------------------- | -- | ---------------- | ---------------------------- | ---------------------- | ---------------------- | ---------------------- | ------- |
| 1                    | 16 | Charles Leclerc  | Ferrari                      | 1:31,471               | 1:30,932               | 1:30,558               | 1       |
| 2                    | 1  | Max Verstappen   | Red Bull Racing-RBPT         | 1:31,785               | 1:30,757               | 1:30,681               | 2       |
| 3                    | 55 | Carlos Sainz Jr. | Ferrari                      | 1:31,567               | 1:30,787               | 1:30,687               | 3       |
| 4                    | 11 | Sergio Pérez     | Red Bull Racing-RBPT         | 1:32,311               | 1:31,008               | 1:30,921               | 4       |
| 5                    | 44 | Lewis Hamilton   | Mercedes                     | 1:32,285               | 1:31,048               | 1:31,238               | 5       |
| 6                    | 77 | Valtteri Bottas  | Alfa Romeo-Ferrari           | 1:31,919               | 1:31,717               | 1:31,560               | 6       |
| 7                    | 20 | Kevin Magnussen  | Haas-Ferrari                 | 1:31,955               | 1:31,461               | 1:31,808               | 7       |
| 8                    | 14 | Fernando Alonso  | Alpine-Renault               | 1:32,346               | 1:31,621               | 1:32,195               | 8       |
| 9                    | 63 | George Russell   | Mercedes                     | 1:32,269               | 1:31,252               | 1:32,216               | 9       |
| 10                   | 10 | Pierre Gasly     | AlphaTauri-RBPT              | 1:32,096               | 1:31,635               | 1:32,338               | 10      |
| 11                   | 31 | Esteban Ocon     | Alpine-Renault               | 1:32,041               | 1:31,782               |                        | 11      |
| 12                   | 47 | Mick Schumacher  | Haas-Ferrari                 | 1:32,380               | 1:31,998               |                        | 12      |
| 13                   | 4  | Lando Norris     | McLaren-Mercedes             | 1:32,239               | 1:32,008               |                        | 13      |
| 14                   | 23 | Alexander Albon  | Williams-Mercedes            | 1:32,726               | 1:32,664               |                        | 14      |
| 15                   | 24 | Zhou Guanyu      | Alfa Romeo-Ferrari           | 1:31,547               | 1:31,238               |                        | 15      |
| 16                   | 22 | Yūki Tsunoda     | AlphaTauri-RBPT              | 1:32,750               |                        |                        | 16      |
| 17                   | 27 | Nico Hülkenberg  | Aston Martin Aramco-Mercedes | 1:32,777               |                        |                        | 17      |
| 18                   | 3  | Daniel Ricciardo | McLaren-Mercedes             | 1:32,945               |                        |                        | 18      |
| 19                   | 18 | Lance Stroll     | Aston Martin Aramco-Mercedes | 1:33,032               |                        |                        | 19      |
| 20                   | 6  | Nicholas Latifi  | Williams-Mercedes            | 1:33,634               |                        |                        | 20      |
| 107% czasu: 1:37,873 |    |                  |                              |                        |                        |                        |         |
| Źródło: FIA          |    |                  |                              |                        |                        |                        |         |

### Wyścig
| P           | Nr | Kierowca         | Konstruktor                  | Okr. | Czas                  | Start | +/−       | Punkty |
| ----------- | -- | ---------------- | ---------------------------- | ---- | --------------------- | ----- | --------- | ------ |
| 1           | 16 | Charles Leclerc  | Ferrari                      | 57   | 1:37:33,584           | 1     | Bez zmian | 25+1   |
| 2           | 55 | Carlos Sainz Jr. | Ferrari                      | 57   | +5,598                | 3     | 1         | 18     |
| 3           | 44 | Lewis Hamilton   | Mercedes                     | 57   | +9,675                | 5     | 2         | 15     |
| 4           | 63 | George Russell   | Mercedes                     | 57   | +11,211               | 9     | 5         | 12     |
| 5           | 20 | Kevin Magnussen  | Haas-Ferrari                 | 57   | +14,754               | 7     | 2         | 10     |
| 6           | 77 | Valtteri Bottas  | Alfa Romeo-Ferrari           | 57   | +16,119               | 6     | Bez zmian | 8      |
| 7           | 31 | Esteban Ocon     | Alpine-Renault               | 57   | +19,423               | 11    | 4         | 6      |
| 8           | 22 | Yūki Tsunoda     | AlphaTauri-RBPT              | 57   | +20,386               | 16    | 8         | 4      |
| 9           | 14 | Fernando Alonso  | Alpine-Renault               | 57   | +22,390               | 8     | 1         | 2      |
| 10          | 24 | Zhou Guanyu      | Alfa Romeo-Ferrari           | 57   | +23,064               | 15    | 5         | 1      |
| 11          | 47 | Mick Schumacher  | Haas-Ferrari                 | 57   | +32,574               | 12    | 1         |        |
| 12          | 18 | Lance Stroll     | Aston Martin Aramco-Mercedes | 57   | +45,873               | 19    | 7         |        |
| 13          | 23 | Alexander Albon  | Williams-Mercedes            | 57   | +53,932               | 14    | 1         |        |
| 14          | 3  | Daniel Ricciardo | McLaren-Mercedes             | 57   | +54,975               | 18    | 4         |        |
| 15          | 4  | Lando Norris     | McLaren-Mercedes             | 57   | +56,335               | 13    | 2         |        |
| 16          | 6  | Nicholas Latifi  | Williams-Mercedes            | 57   | +1:01,795             | 20    | 4         |        |
| 17          | 27 | Nico Hülkenberg  | Aston Martin Aramco-Mercedes | 57   | +1:03,829             | 17    | Bez zmian |        |
| 18          | 11 | Sergio Pérez     | Red Bull Racing-RBPT         | 56   | NU (ciśnienie paliwa) | 4     | 14        |        |
| 19          | 1  | Max Verstappen   | Red Bull Racing-RBPT         | 54   | NU (ciśnienie paliwa) | 2     | 17        |        |
| NS          | 10 | Pierre Gasly     | AlphaTauri-RBPT              | 45   | NU (jednostka mocy)   | 10    |           |        |
| Źródło: FIA |    |                  |                              |      |                       |       |           |        |

Uwagi
1. ↑  Dodatkowy 1 punkt jest przyznawany kierowcy, który ustanowił najszybsze okrążenie w wyścigu, pod warunkiem, że ukończył wyścig w pierwszej 10.
2. 1 2  Sergio Pérez oraz Max Verstappen zostali sklasyfikowani, ponieważ przejechali więcej niż 90% dystansu wyścigu.

### Najszybsze okrążenie
| Nr          | Kierowca        | Konstruktor | Czas     | Okr. |
| ----------- | --------------- | ----------- | -------- | ---- |
| 16          | Charles Leclerc | Ferrari     | 1:34,570 | 51   |
| Źródło: FIA |                 |             |          |      |

### Prowadzenie w wyścigu
| Nr                              | Kierowca         | Konstruktor | Okrążenia   | Suma |
| ------------------------------- | ---------------- | ----------- | ----------- | ---- |
| 16                              | Charles Leclerc  | Ferrari     | 1–31, 34–57 | 55   |
| 55                              | Carlos Sainz Jr. | Ferrari     | 32–33       | 2    |
| \| Wykres \| \| ------ \| \| \| |                  |             |             |      |
| Źródło: FIA                     |                  |             |             |      |
| Wykres                          |                  |             |             |      |
|                                 |                  |             |             |      |

## Klasyfikacja po wyścigu

### Kierowcy
Źródło: FIA
| P                 | +/− | Kierowca         | Starty | Punkty | P1 | P2 | P3 | PP | NO | NS |
| ----------------- | --- | ---------------- | ------ | ------ | -- | -- | -- | -- | -- | -- |
| 1                 | N   | Charles Leclerc  | 1      | 26     | 1  | –  | –  | 1  | 1  | –  |
| 2                 | N   | Carlos Sainz Jr. | 1      | 18     | –  | 1  | –  | –  | –  | –  |
| 3                 | N   | Lewis Hamilton   | 1      | 15     | –  | –  | 1  | –  | –  | –  |
| 4                 | N   | George Russell   | 1      | 12     | –  | –  | –  | –  | –  | –  |
| 5                 | N   | Kevin Magnussen  | 1      | 10     | –  | –  | –  | –  | –  | –  |
| 6                 | N   | Valtteri Bottas  | 1      | 8      | –  | –  | –  | –  | –  | –  |
| 7                 | N   | Esteban Ocon     | 1      | 6      | –  | –  | –  | –  | –  | –  |
| 8                 | N   | Yūki Tsunoda     | 1      | 4      | –  | –  | –  | –  | –  | –  |
| 9                 | N   | Fernando Alonso  | 1      | 2      | –  | –  | –  | –  | –  | –  |
| 10                | N   | Zhou Guanyu      | 1      | 1      | –  | –  | –  | –  | –  | –  |
| 11                | N   | Mick Schumacher  | 1      | 0      | –  | –  | –  | –  | –  | –  |
| 12                | N   | Lance Stroll     | 1      | 0      | –  | –  | –  | –  | –  | –  |
| 13                | N   | Alexander Albon  | 1      | 0      | –  | –  | –  | –  | –  | –  |
| 14                | N   | Daniel Ricciardo | 1      | 0      | –  | –  | –  | –  | –  | –  |
| 15                | N   | Lando Norris     | 1      | 0      | –  | –  | –  | –  | –  | –  |
| 16                | N   | Nicholas Latifi  | 1      | 0      | –  | –  | –  | –  | –  | –  |
| 17                | N   | Nico Hülkenberg  | 1      | 0      | –  | –  | –  | –  | –  | –  |
| 18                | N   | Sergio Pérez     | 1      | 0      | –  | –  | –  | –  | –  | –  |
| 19                | N   | Max Verstappen   | 1      | 0      | –  | –  | –  | –  | –  | –  |
| Niesklasyfikowani |     |                  |        |        |    |    |    |    |    |    |
| –                 |     | Pierre Gasly     | 1      | 0      | –  | –  | –  | –  | –  | 1  |
| P                 | +/− | Kierowca         | Starty | Punkty | P1 | P2 | P3 | PP | NO | NS |

### Konstruktorzy
Źródło: FIA
| P  | +/− | Konstruktor                  | Starty | Punkty | P1 | P2 | P3 | PP | NO | NS |
| -- | --- | ---------------------------- | ------ | ------ | -- | -- | -- | -- | -- | -- |
| 1  | N   | Ferrari                      | 2      | 44     | 1  | 1  | –  | 1  | 1  | –  |
| 2  | N   | Mercedes                     | 2      | 27     | –  | –  | 1  | –  | –  | –  |
| 3  | N   | Haas-Ferrari                 | 2      | 10     | –  | –  | –  | –  | –  | –  |
| 4  | N   | Alfa Romeo Racing-Ferrari    | 2      | 9      | –  | –  | –  | –  | –  | –  |
| 5  | N   | Alpine-Renault               | 2      | 8      | –  | –  | –  | –  | –  | –  |
| 6  | N   | Scuderia AlphaTauri-RBPT     | 2      | 4      | –  | –  | –  | –  | –  | 1  |
| 7  | N   | Aston Martin Aramco-Mercedes | 2      | 0      | –  | –  | –  | –  | –  | –  |
| 8  | N   | Williams-Mercedes            | 2      | 0      | –  | –  | –  | –  | –  | –  |
| 9  | N   | McLaren-Mercedes             | 2      | 0      | –  | –  | –  | –  | –  | –  |
| 10 | N   | Red Bull Racing-RBPT         | 2      | 0      | –  | –  | –  | –  | –  | –  |
| P  | +/− | Konstruktor                  | Starty | Punkty | P1 | P2 | P3 | PP | NO | NS |